# Joaquín Bau
Joaquín Bau Nolla (Tortosa, provincia de Tarragona, 16 de agosto de 1897-Madrid, 20 de mayo de 1973) fue un abogado, comerciante y político tradicionalista español, miembro de una influyente familia carlista de Tortosa. el primer conde de Bau, título suprimido el 21 de octubre de 2022 tras la aprobación de la Ley de Memoria Democrática.
Una calle de Madrid lleva su nombre y otra en Benicasim como "conde de Bau". Un Instituto de Educación Secundaria, en Tortosa, lo llevó entre 1956 y el curso 2017-18.

## Biografía
Su padre, José Bau y Vergés, fue un comerciante de aceite que hizo fortuna en el mercado sudamericano. Joaquín Bau estudió sucesivamente en el Colegio de San Pedro Apóstol de los Hermanos de las Escuelas Cristianas de Tortosa, bachillerato en el Colegio de los Hermanos de la Doctrina Cristiana de la Bonanova en Barcelona y se licenció en Derecho en la Universidad de Valencia en 1935. Se casó con María del Pilar Elisa Carpi Esteller y con la que tuvo cinco hijos (Joaquín, José Luis, Fernando, Elisa y María Inmaculada).
Trabajó como corredor oficial de comercio y bolsa, comerciante de aceite y fue presidente de la Junta Central de Corredores de Comercio de España en 1935. Fue vocal de la Real Sociedad Geográfica.

### Política

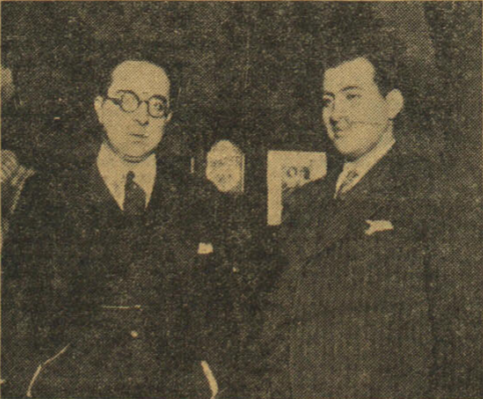
Joaquín Bau entrevistado por Jesús Evaristo Casariego (marzo de 1936)

Se interesó desde su juventud en la política, comenzando su trayectoria en las Juventudes Católicas de Tortosa, ingresando después en la Comunión Tradicionalista. Entre 1925 y 1929, durante la Dictadura de Primo de Rivera, fue elegido en 1925 alcalde de Tortosa,siendo de los alcaldes más jóvenes de España; fue reelegido en 1928 y cesó en el cargo en 1930. Fue asimismo diputado en la Asamblea Nacional Consultiva como miembro de la Unión Patriótica, de la que fue jefe provincial de Tarragona en 1929.
Durante la II República, fue elegido diputado por la provincia de Tarragona en las elecciones generales de 1933 y 1936 por la Comunión Tradicionalista. Fue amigo personal, además de vecino en el mismo edificio de Madrid, de José Calvo Sotelo, líder de la oposición cuyo asesinato es considerado el último detonante de la guerra civil española.

### Guerra Civil y Franquismo
Durante la guerra civil española (1936-1939), al constituirse en el bando sublevado la Junta Técnica del Estado fue el presidente de la Comisión de Industria, Comercio y Abastos, cargo equiparado al de ministro, entre el 2 de octubre de 1936 y el 30 de enero de 1938. Su mujer e hijos fueron intercambiados por la familia del general José Miaja.
Durante la posguerra compró la mayoría de las acciones del Banco de Tortosa y las vendió en 1951 al Banco Central, consiguiendo una considerable fortuna. Ocupó posteriormente diversos cargos durante el Franquismo, de cuyas cortes fue procurador entre 1958 y 1971, siendo presidente del Consejo de Estado y vicepresidente del Consejo del Reino entre 1965 y 1973.
Fue miembro de la Academia de la Historia y fue agraciado con la medalla de oro y nombrado hijo predilecto de Tortosa el 5 de junio de 1966. Recibió el título de conde de Bau dos días antes de su muerte.